# Виа Мата
Виа Мата е римска пътна станция на пътя, свързващ двете провинции Тракия и Долна Мизия, като крайни точки са градовете Филипопол (дн.Пловдив) и Мелта (дн.Ловеч), където пътя се сливал с други важни римски пътища. Тя се намира в подножието на едно разклонение на Средна гора към р. Стряма, точно на границата на землищата на селата Войнягово и Михилци. Този път имал важно стратегическо значение за римляните и бил поддържан до края на империята, след което във времето след Юстиниан I (527 – 565) той бил запуснат. Вече в началото на VII век бил почти неизползваем, и когато византийския пълководец Коменциол се опитал да го премине при зимни условия от Мелта към Филипопол го постигнал със загубата на повече от половината си армия, за което и бил наказан. Виа Мата е била пътна станция с локално значение, тъй като от нея се е отделял път от главния път Филипопол-Мелта в посока Диоклецианопол (дн. гр.Хисаря)през Средна гора. Поради локалното си значение тази станция не е отбелязана в Певтингеровата карта (Tabula Peutengeriana), където са отбелязани само стратегическите станции от двете страни на Балкана и на самото било, съответно за южното подножие Sub Radice, за билото Monte Emno, и за северното-Ad Radices. За първи път станцията Виа Мата е проучвана около 1920 г. от Васил Аврамов, а след това в 80-те години на ХХ век и от Митко Маджаров. Намереният надпис за възстановяването на станцията от император Траян (98 – 117 г. сл. Хр.), ни дава и нейното име – Виа Мата. Каменната колона с надписа се съхранява в Градски исторически музей – Карлово и има следният текст:
IMPERATOR CAESAR
DIVI VERI FRATER
DIVI ANTONINI PII
FILIVS DIVI HADRI
ANI NEPOS DIVI TRAI
ANI PRONEPOS DI
VI NERVAE ABNE
POS M. AVRELIVS
ANTONINVS AVGV
STVS GERMANICVS
SARMATICVS PON
TIFEX MAXIMVS
TRIBVNICIAE(sic)POT.
COS III PAT. PAT
STABVLA VETVSTA
TE DILAPSA A SOLO
SVA PECVNIA RESTI
TVIT.
В превод от латински на български език надписа гласи: „ИМПЕРАТОР ЦЕЗАР...(изброяване на родословие – син на божествения Адриан, внук на Нерва и пр.)МАРК АВРЕЛИЙ АНТОНИН АВГУСТ, ПОБЕДИТЕЛ НА ГЕРМАНЦИТЕ И НА САРМАТИТЕ, ГЛАВЕН ЖРЕЦ, УДОСТОЕН С ТРИБУНАЛНА ВЛАСТ, КОНСУЛ ЗА III-ТИ ПЪТ, БАЩА НА ОТЕЧЕСТВОТО, ПОДНОВИ ТАЗИ РУХНАЛА СТАБУЛА СЪС СВОИ СРЕДСТВА“